# Copa Fed Juvenil 2017
La Copa Fed Juvenil de 2017 es la 32.ª edición del torneo de tenis júnior femenino. Participan dieciséis equipos, agrupados en cuatro grupos de cuatro países.

## Participan
| - Argentina - Bielorrusia - Burundi - Canadá | - China Taipéi - Colombia - Estados Unidos - Francia | - Hungría - Italia - Japón - Marruecos | - Rusia - Tailandia - Ucrania - Uruguay |

## Eliminatoria

### Grupo A
| País           | Jugados | Ganados | Perdidos | Puntos | Partidos (G-P) | Sets (G-P) | Juegos (G-P) |
| -------------- | ------- | ------- | -------- | ------ | -------------- | ---------- | ------------ |
| Estados Unidos | 3       | 3       | 0        | 3      | 8-1            | 16-3       | 101-51       |
| Italia         | 3       | 1       | 2        | 1      | 5-4            | 11-8       | 87-74        |
| Bielorrusia    | 3       | 1       | 2        | 1      | 3-6            | 8-13       | 67-90        |
| Uruguay        | 3       | 1       | 2        | 1      | 2-7            | 4-15       | 60-100       |

### Grupo B
| País      | Jugados | Ganados | Perdidos | Puntos | Partidos (G-P) | Sets (G-P) | Juegos (G-P) |
| --------- | ------- | ------- | -------- | ------ | -------------- | ---------- | ------------ |
| Canadá    | 3       | 2       | 1        | 2      | 4-5            | 11-13      | 95-103       |
| Rusia     | 3       | 2       | 1        | 2      | 7-2            | 16-7       | 112-75       |
| Hungría   | 3       | 1       | 2        | 1      | 3-6            | 8-15       | 80-107       |
| Tailandia | 3       | 1       | 2        | 1      | 4-5            | 12-12      | 102-104      |

### Grupo C
| País         | Jugados | Ganados | Perdidos | Puntos | Partidos (G-P) | Sets (G-P) | Juegos (G-P) |
| ------------ | ------- | ------- | -------- | ------ | -------------- | ---------- | ------------ |
| Ucrania      | 3       | 3       | 0        | 3      | 8-1            | 16-2       | 101-56       |
| Colombia     | 3       | 2       | 1        | 2      | 5-2            | 10-7       | 78-73        |
| Burundi      | 3       | 1       | 2        | 1      | 2-6            | 5-13       | 69-90        |
| China Taipéi | 3       | 0       | 3        | 0      | 2-7            | 5-14       | 73-102       |

### Grupo D
| País      | Jugados | Ganados | Perdidos | Puntos | Partidos (G-P) | Sets (G-P) | Juegos (G-P) |
| --------- | ------- | ------- | -------- | ------ | -------------- | ---------- | ------------ |
| Japón     | 3       | 3       | 0        | 3      | 7-1            | 15-3       | 108-68       |
| Argentina | 3       | 2       | 1        | 2      | 6-3            | 12-8       | 93-78        |
| Francia   | 3       | 1       | 2        | 1      | 4-4            | 10-8       | 87-71        |
| Marruecos | 3       | 0       | 3        | 0      | 0-9            | 0-18       | 38-109       |

## Play-Off
|  | Semifinales    | Semifinales |   |        | Final          | Final |  |
|  |                |             |   |        |                |       |  |
|  |                |             |   |        |                |       |  |
|  | Estados Unidos | 2           |   |        |                |       |  |
|  | Canadá         | 1           |   |        |                |       |  |
|  |                |             |   |        |                |       |  |
|  |                |             |   |        |                |       |  |
|  |                |             |   |        | Estados Unidos | 2     |  |
|  |                | Japón       | 0 |        |                |       |  |
|  |                |             |   |        |                |       |  |
|  |                |             |   |        |                |       |  |
|  |                |             |   |        | Tercer lugar   |       |  |
|  |                |             |   |        |                |       |  |
|  | Ucrania        | 1           |   | Canadá | 1              |       |  |
|  | Japón          | 2           |   |        | Ucrania        | 2     |  |

## Puestos del 5 al 8
|  | 5° al 8°  | 5° al 8°  |   |        | 5 y 6°   | 5 y 6° |  |
|  |           |           |   |        |          |        |  |
|  |           |           |   |        |          |        |  |
|  | Italia    | 1         |   |        |          |        |  |
|  | Rusia     | 2         |   |        |          |        |  |
|  |           |           |   |        |          |        |  |
|  |           |           |   |        |          |        |  |
|  |           |           |   |        | Rusia    | 2      |  |
|  |           | Argentina | 1 |        |          |        |  |
|  |           |           |   |        |          |        |  |
|  |           |           |   |        |          |        |  |
|  |           |           |   |        | 7 y 8°   |        |  |
|  |           |           |   |        |          |        |  |
|  | Colombia  | 1         |   | Italia | 2        |        |  |
|  | Argentina | 2         |   |        | Colombia | 0      |  |

## Puestos del 9 al 12
|  | 9° al 12°   | 9° al 12° |   |             | 9 y 10°  | 9 y 10° |  |
|  |             |           |   |             |          |         |  |
|  |             |           |   |             |          |         |  |
|  | Bielorrusia | 0         |   |             |          |         |  |
|  | Hungría     | 2         |   |             |          |         |  |
|  |             |           |   |             |          |         |  |
|  |             |           |   |             |          |         |  |
|  |             |           |   |             | Hungría  | 0       |  |
|  |             | Francia   | 2 |             |          |         |  |
|  |             |           |   |             |          |         |  |
|  |             |           |   |             |          |         |  |
|  |             |           |   |             | 11 y 12° |         |  |
|  |             |           |   |             |          |         |  |
|  | Burundi     | 1         |   | Bielorrusia | 2        |         |  |
|  | Francia     | 2         |   |             | Burundi  | 1       |  |

## Puestos del 13 al 16
|  | 13° al 16°   | 13° al 16°   |   |         | 13 y 14°  | 13 y 14° |  |
|  |              |              |   |         |           |          |  |
|  |              |              |   |         |           |          |  |
|  | Uruguay      | 0            |   |         |           |          |  |
|  | Tailandia    | 2            |   |         |           |          |  |
|  |              |              |   |         |           |          |  |
|  |              |              |   |         |           |          |  |
|  |              |              |   |         | Tailandia | 0        |  |
|  |              | China Taipéi | 2 |         |           |          |  |
|  |              |              |   |         |           |          |  |
|  |              |              |   |         |           |          |  |
|  |              |              |   |         | 15 y 16°  |          |  |
|  |              |              |   |         |           |          |  |
|  | China Taipéi | 2            |   | Uruguay | 2         |          |  |
|  | Marruecos    | 1            |   |         | Marruecos | 0        |  |

## Resultado final
| #                 | País           |
| ----------------- | -------------- |
| Medalla de oro    | Estados Unidos |
| Medalla de plata  | Japón          |
| Medalla de bronce | Ucrania        |
| 4                 | Canadá         |
| 5                 | Rusia          |
| 6                 | Argentina      |
| 7                 | Italia         |
| 8                 | Colombia       |
| 9                 | Francia        |
| 10                | Hungría        |
| 11                | Bielorrusia    |
| 12                | Burundi        |
| 13                | China Taipéi   |
| 14                | Tailandia      |
| 15                | Uruguay        |
| 16                | Marruecos      |